# Първа френска република
Първата френска република, официално „Френска република“ (на френски: République française), е период от френската история между 1792 и 1804 година. Републиката е провъзгласена на 21 септември 1792 г. по време на френската революция, в този ден официално е отменена монархията. Официално републиката просъществува до образуването на Първата френска империя през 1804 г. от действащия първи консул Наполеон Бонапарт, който се самопровъзгласява за император.

## Постановление за отмяна на монархията във Франция
„Постановление на Конвента от 21 септември 1792 година
а) Националният конвент постановява:
1. Не трябва да съществува друга конституция, освен тази, която ще бъде приета от народа.
2. Личността и собствеността са под закрилата на френския народ.
б) Националният конвент обявява, че неотменените закони временно остават в сила и лицата, които не са освободени от длъжност, остават да изпълняват своите задължения. Националният конвент обявява, че сега съществуващите данъци ще се събират както преди. Националният конвент постановява, че монархията във Франция се отменя“

## История

### Национален конвент
На 21 септември 1792 година в Париж започва заседанието на Националния конвент. На 22 септември Конвент отменя монархията и провъзгласява Франция за република. Количествено Конвентът се състои от 160 жирондисти, 200 монтаняров и 389 депутати от Равнината или блатото (на френски: La Plaine ou le Marais), общо 749 депутати. Една трета от депутатите е участвала в предишните събрания и носи със себе си всички предишни разногласия и конфликти.
На 22 септември идва новината за битката при Валми. Военната ситуация се е променила: след Валми пруските войски се оттеглят, и през ноември френските войски заемат левия бряг на река Рейн. Австрийците, обсадили Лил, на 6 ноември са разбити от Дюмурие в битката при Жемап и евакуират Австрийска Нидерландия. Завзета е Ница, а Савоя встъпва в съюз с Франция.
Лидерите на Жирондата отново се връщат към революционната пропаганда, обявявайки „мир на колибите, война на дворците“ (на френски: paix aux chaumières, guerre aux châteaux). В същото време се появява концепцията за „естествени граници“ на Франция с граници по река Рейн, Алпите и Пиренеите. Френската офанзива в Белгия застрашава британските интереси в Холандия, което води до създаването на първата коалиция. Решителният разрив настъпва след екзекуцията на краля и на 7 март Франция обявява война на Англия, а след това и на Испания. През март 1793 година започва Вандейското въстание. За защита на революцията на 6 април 1793 г. е създаден Комитет за обществено спасение, чийто най-влиятелен член е Дантон.

#### Съдът над Луи XVI
След въстанието на 10 август 1792 Луи XVI е поставен под силна стража в Темпл. След откриване на тайна каса с документи в двореца Тюйлери на 20 ноември 1792 провеждането на съд над краля става неизбежно. Откритите документи извън всякакво съмнение доказват опитите на краля да възвърне властта си и дават повод той да бъде обвинен в държавна измяна.
Съдебният процес започва на 10 декември. Луи XVI е определен като враг и „узурпатор“, чужд на нацията. Гласуването започва на 14 януари 1793. Гласуването за вината на краля е единодушно. Председателят на Конвента, Верньо, обявява резултата от гласуването така: „От името на френския народ Националният Конвент обявява Луи Капет за виновен в злоумишлени действия против свободата на нацията и общата сигурност на държавата.“.
Гласуването за присъдата започва на 16 януари и продължава до сутринта на следващия ден. От присъстващите 721 депутати, 387 гласуват за смъртно наказание. По заповед на Конвента цялата Национална гвардия на Париж, е построена от двете страни на пътя към ешафода. Сутринта на 21 януари Луи XVI е обезглавен на площада на Революцията.

#### Падане на жирондинците
Икономическата ситуация в началото на 1793 г. все повече се влошава и в по-големите градове започват вълнения. Революционни активисти от Париж започват да призовават за поставяне на „максимум“ на цените на основните хранителни продукти. Бунтовете продължават цялата пролет на 1793 г. и Конвентът създава Комисия на дванадесетте, в която са включени само жирондинци. По заповед на комисията са арестувани няколко души и на 25 май Парижката комуна (общината) изисква тяхното освобождаване; в същото време общи събрания на секциите в Париж съставя списък на 22 видни жирондинци и изисква техния арест. В Конвента в отговор на това Инар заявява, че ако парижките секции се противопоставят на депутатите от провинцията, Париж ще бъде разрушен.
Якобинците обявяват въстание и на 29 май делегати, представляващи тридесет и три парижки секции, формират въстанически комитет. На 2 юни 80 000 въоръжени санкюлоти заобикалят Конвента. След демонстративен опит на депутатите да излязат те се натъкват на въоръжени национални гвардейци и са принудени да се подчинят на натиска и да обявят ареста на 29 водещи жирондинци.
Безредиците в провинцията започват още преди това. В Лион водачът на местните якобинци Шалие е арестуван още на 29 май, а на 16 юли екзекутиран. Много жирондинци в Париж избягали от домашен арест, а новината за насилственото изгонване на депутатите-жирондинци от Конвента предизвиква в провинцията протестно движение, обхванало по-големите градове на юг – Бордо, Марсилия, Ним. На 13 юли Шарлот Корде извършва убийството на идола на санкюлотите Жан-Пол Марат. Тя е в контакт с жирондинците от Нормандия и се предполага, че те са я използвали като свой агент. Освен всичко това, пристига новина за безпрецедентна държавна измяна: Тулон и намиращата се там ескадра са предадени на англичаните.